# Барышан
Барышан — река в России, протекает по Свердловской области. Устье реки находится в 152 км по правому берегу реки Бисерть. Длина реки составляет 21 км. В 13 км от устья по правому берегу реки впадает река Северный Барышан.
Топонимист А. К. Матвеев предполагает, что название Барышан является булгарским наследием, сравнивая с чувашским сана — «рукав», булгарским шан — «рукав», «приток».

## Данные водного реестра
По данным государственного водного реестра России относится к Камскому бассейновому округу, водохозяйственный участок реки — Уфа от Нязепетровского гидроузла до Павловского гидроузла, без реки Ай, речной подбассейн реки — Белая. Речной бассейн реки — Кама.
Код объекта в государственном водном реестре — 10010201112111100021053.